# Smittina nitidissima
Smittina nitidissima är en mossdjursart. Smittina nitidissima ingår i släktet Smittina och familjen Smittinidae.
Artens utbredningsområde är Röda havet. Inga underarter finns listade i Catalogue of Life.